# Азарх, Леонид Давидович
Леони́д Дави́дович Азарх (3 декабря 1935, Москва — 7 января 2017, там же ) — российский и советский радиоведущий, журналист. Один из ведущих комментаторов на Радио России, с советского времени известен популярными спортивными радиопередачами. Заслуженный работник культуры Российской Федерации (2001).

## Биография
С детства любил футбол. Считал себя учеником комментатора Николая Озерова. Окончил школу с золотой медалью, получил высшее образование по специальности «инженер» (МЭИ). На радио работал с начала 1960-х годов. Более двадцати лет работал сотрудником, а затем ведущим прямого эфира (с 1987) на радиостанции «Юность» (3-й канал Всесоюзного радио), с 1996 года работал на «Радио России». Был заместителем директора «Радио России», затем политическим обозревателем. В последние годы жизни вёл популярные передачи об искусстве («Опера для публики») и спортивные репортажи.
Урна с прахом захоронена на Даниловском кладбище г. Москвы.

## Награды и звания
Лауреат премии Союза журналистов СССР, Всероссийского конкурса работников СМИ. Член Союза журналистов России. Заслуженный работник культуры РФ (2001). Награждён медалью ордена «За заслуги перед Отечеством» II степени.